# Giro d’Italia 2025/17. Etappe
Die 17. Etappe des Giro d’Italia 2025 fand am 28. Mai 2025 statt. Sie führte die 108. Austragung des italienischen Etappenrennens tiefer in die Alpen und wurde zwischen San Michele all’Adige und Bormio ausgetragen. Dazwischen mussten auf dem 155 Kilometer langen Abschnitt der Passo del Tonale und Passo del Mortirolo überquert werden. Nach der Etappe hatten die Fahrer insgesamt 2785,3 Kilometer zurückgelegt, was 80,89 % der Gesamtdistanz entspricht. Die Organisatoren der Rundfahrt bewerteten die Schwierigkeit der Etappe mit drei von fünf Sternen.
Den Tagessieg sicherte sich der gesamtführende Isaac Del Toro (UAE Team Emirates-XRG), der seinen Vorsprung in der Gesamtwertung zugleich wieder etwas ausbauen konnte. Platz zwei ging mit einem Rückstand von vier Sekunden an Romain Bardet (Picnic PostNL), der zeitgleich mit dem Tagesdritten Richard Carapaz (EF Education-EasyPost) gewertet wurde.

## Streckenverlauf
Der neutralisierte Start erfolgte in San Michele all’Adige auf der Via della Prepositura vor der Sporthalle. Die ersten Kilometer führten vorbei am Istituto Agrario di San Michele all’Adige und über die Etsch auf die SS 43, auf der das Rennen nach 3 Kilometern nahe Mezzolombardo freigegeben wurde.
Nach dem offiziellen Start führte die Strecke entlang des Noce in Richtung Nordwesten, wobei die Straße stets leicht ansteigt. In Cles wurde nach 23,5 Kilometern der erste Zwischensprint ausgefahren, ehe es ins Val di Sole auf die SS 42 ging. Diese steigt ebenfalls stetig an und führt über Caldes, Dimaro, Mezzana nach Ossana, wo die eigentliche Auffahrt auf den Passo del Tonale (1883 m) beginnt. Dieser weist auf einer Länge von 15,2 Kilometern eine durchschnittliche Steigung von 6 % auf. Auf der Passhöhe wurde nach 69,6 Kilometern eine Bergwertung der 2. Kategorie abgenommen, ehe es bergab nach Ponte di Legno ging. Die Fahrer befanden sich nun im Valcamonica, dem sie entlang des Oglio nach Vezza d’Oglio folgten. Kurz darauf bogen sie rechts auf die SP 81 ab, die über Monno auf den Passo del Mortirolo (1854 m) führt. Die leichtere Ostauffahrt des berühmten Passes ist 12,6 Kilometer lang und steigt im Schnitt mit 7,6 % an. Die maximalen Steigungsprozente von 16 % werden jedoch erst im oberen Teil erreicht. 47,8 Kilometer vor dem Ziel erreichten die Fahrer die Kuppe, wo eine Bergwertung der 1. Kategorie abgenommen wurde. Die anschließende technisch anspruchsvolle Abfahrt verlief auf einer schmalen Straße, die nach Grosio führt. Im Veltlin ging es nun stetig bergauf in Richtung Norden, wobei Sondalo und Le Prese durchfahren wurden. In letzterer Ortschaft wurde 24,9 Kilometer vor dem Ziel der Red Bull-Kilometer ausgefahren. Im Finale ging es über Cepina nach Santa Lucia, wo mit dem Anstieg von Le Motte (1422 m) die letzte Bergwertung des Tages abgenommen wurde. Dieser weist auf einer Länge von drei Kilometern eine durchschnittliche Steigung von 8,2 % auf, beinhaltet jedoch Rampen von bis zu 13 %. Auf der Kuppe wurde 8,9 Kilometer vor dem Ziel eine Bergwertung der 3. Kategorie abgenommen, ehe es über die SS 301 und SS 38 nach Bormio ging. Der Zielstrich befand sich nach mehreren Kurven-Kombinationen auf dem Parcheggio Parking Funivia.
|                            | Ort                   | Kilometer | Länge (km) | Höhe (m) | Ø Steigung | max. Steigung |
| -------------------------- | --------------------- | --------- | ---------- | -------- | ---------- | ------------- |
| neutralisierter Start      | San Michele all’Adige | −3        |            |          |            |               |
| offizieller Start          | Mezzolombardo (SS43)  | 0         |            |          |            |               |
| Zwischensprint             | Cles                  | 23,5      |            |          |            |               |
| Bergwertung (2. Kategorie) | Passo del Tonale      | 69,6      | 15,2       | 1883     | 6 %        | 9 %           |
| Bergwertung (1. Kategorie) | Passo del Mortirolo   | 107,2     | 12,6       | 1854     | 7,6 %      | 16 %          |
| Red Bull-Kilometer         | Le Prese              | 130,1     |            |          |            |               |
| Bergwertung (3. Kategorie) | Le Motte              | 146,1     | 3          | 1422     | 8,2 %      | 13 %          |
| Ziel                       | Bormio                | 155       |            |          |            |               |

## Ergebnis
| \| Etappenergebnis \| Etappenergebnis \| Etappenergebnis \| Etappenergebnis \| Etappenergebnis \| \| Fahrer \| Fahrer \| Land \| Team \| Zeit \| \| --------------- \| ----------------- \| ---------------------- \| -------------------------- \| --------------- \| \| 1. \| Isaac Del Toro \| Mexiko \| UAE Team Emirates XRG \| 3 h 58 min 48 s \| \| 2. \| Romain Bardet \| Frankreich \| Team Picnic-PostNL \| + 4 s \| \| 3. \| Richard Carapaz \| Ecuador \| EF Education-EasyPost \| + 4 s \| \| 4. \| Simon Yates \| Vereinigtes Königreich \| Team Visma \\| Lease a Bike \| + 15 s \| \| 5. \| Giulio Pellizzari \| Italien \| Red Bull-Bora-Hansgrohe \| + 16 s \| \| 6. \| Derek Gee \| Kanada \| Israel-Premier Tech \| + 16 s \| \| 7. \| Damiano Caruso \| Italien \| Bahrain Victorious \| + 16 s \| \| 8. \| Einer Rubio \| Kolumbien \| Movistar Team \| + 16 s \| \| 9. \| Max Poole \| Vereinigtes Königreich \| Team Picnic-PostNL \| + 16 s \| \| 10. \| Afonso Eulálio \| Portugal \| Bahrain Victorious \| + 56 s \| |                   |                        |                            |                 |
| |                   |                        |                            |                 |
| Quelle: ProCyclingStats |                   |                        |                            |                 |
| Etappenergebnis |                   |                        |                            |                 |
| Fahrer | Fahrer            | Land                   | Team                       | Zeit            |
| 1. | Isaac Del Toro    | Mexiko                 | UAE Team Emirates XRG      | 3 h 58 min 48 s |
| 2. | Romain Bardet     | Frankreich             | Team Picnic-PostNL         | + 4 s           |
| 3. | Richard Carapaz   | Ecuador                | EF Education-EasyPost      | + 4 s           |
| 4. | Simon Yates       | Vereinigtes Königreich | Team Visma \| Lease a Bike | + 15 s          |
| 5. | Giulio Pellizzari | Italien                | Red Bull-Bora-Hansgrohe    | + 16 s          |
| 6. | Derek Gee         | Kanada                 | Israel-Premier Tech        | + 16 s          |
| 7. | Damiano Caruso    | Italien                | Bahrain Victorious         | + 16 s          |
| 8. | Einer Rubio       | Kolumbien              | Movistar Team              | + 16 s          |
| 9. | Max Poole         | Vereinigtes Königreich | Team Picnic-PostNL         | + 16 s          |
| 10. | Afonso Eulálio    | Portugal               | Bahrain Victorious         | + 56 s          |

## Gesamtstände
| \| Gesamtwertung \| Gesamtwertung \| Gesamtwertung \| Gesamtwertung \| Gesamtwertung \| \| Fahrer \| Fahrer \| Land \| Team \| Zeit \| \| ------------- \| ----------------- \| ---------------------- \| -------------------------- \| ---------------- \| \| 1. \| Isaac Del Toro \| Mexiko \| UAE Team Emirates XRG \| 65 h 30 min 34 s \| \| 2. \| Richard Carapaz \| Ecuador \| EF Education-EasyPost \| + 41 s \| \| 3. \| Simon Yates \| Vereinigtes Königreich \| Team Visma \\| Lease a Bike \| + 51 s \| \| 4. \| Derek Gee \| Kanada \| Israel-Premier Tech \| + 1 min 57 s \| \| 5. \| Damiano Caruso \| Italien \| Bahrain Victorious \| + 3 min 06 s \| \| 6. \| Egan Bernal \| Kolumbien \| Ineos Grenadiers \| + 4 min 43 s \| \| 7. \| Giulio Pellizzari \| Italien \| Red Bull-Bora-Hansgrohe \| + 5 min 02 s \| \| 8. \| Einer Rubio \| Kolumbien \| Movistar Team \| + 6 min 09 s \| \| 9. \| Adam Yates \| Vereinigtes Königreich \| UAE Team Emirates XRG \| + 7 min 45 s \| \| 10. \| Michael Storer \| Australien \| Tudor Pro Cycling Team \| + 7 min 46 s \| |                   |                        |                            |                  |
| |                   |                        |                            |                  |
| Quelle: ProCyclingStats |                   |                        |                            |                  |
| Gesamtwertung |                   |                        |                            |                  |
| Fahrer | Fahrer            | Land                   | Team                       | Zeit             |
| 1. | Isaac Del Toro    | Mexiko                 | UAE Team Emirates XRG      | 65 h 30 min 34 s |
| 2. | Richard Carapaz   | Ecuador                | EF Education-EasyPost      | + 41 s           |
| 3. | Simon Yates       | Vereinigtes Königreich | Team Visma \| Lease a Bike | + 51 s           |
| 4. | Derek Gee         | Kanada                 | Israel-Premier Tech        | + 1 min 57 s     |
| 5. | Damiano Caruso    | Italien                | Bahrain Victorious         | + 3 min 06 s     |
| 6. | Egan Bernal       | Kolumbien              | Ineos Grenadiers           | + 4 min 43 s     |
| 7. | Giulio Pellizzari | Italien                | Red Bull-Bora-Hansgrohe    | + 5 min 02 s     |
| 8. | Einer Rubio       | Kolumbien              | Movistar Team              | + 6 min 09 s     |
| 9. | Adam Yates        | Vereinigtes Königreich | UAE Team Emirates XRG      | + 7 min 45 s     |
| 10. | Michael Storer    | Australien             | Tudor Pro Cycling Team     | + 7 min 46 s     |

| Punktewertung | Punktewertung      | Punktewertung | Punktewertung              | Punktewertung |
| Fahrer        | Fahrer             | Land          | Team                       | Punkte        |
| ------------- | ------------------ | ------------- | -------------------------- | ------------- |
| 1.            | Mads Pedersen      | Dänemark      | Lidl-Trek                  | 252 P.        |
| 2.            | Olav Kooij         | Niederlande   | Team Visma \| Lease a Bike | 135 P.        |
| 3.            | Wout van Aert      | Belgien       | Team Visma \| Lease a Bike | 98 P.         |
| 4.            | Isaac Del Toro     | Mexiko        | UAE Team Emirates XRG      | 95 P.         |
| 5.            | Casper van Uden    | Niederlande   | Team Picnic-PostNL         | 88 P.         |
| 6.            | Dries De Bondt     | Belgien       | Decathlon-AG2R La Mondiale | 71 P.         |
| 7.            | Richard Carapaz    | Ecuador       | EF Education-EasyPost      | 68 P.         |
| 8.            | Orluis Aular       | Venezuela     | Movistar Team              | 68 P.         |
| 9.            | Alessandro Tonelli | Italien       | Team Polti VisitMalta      | 64 P.         |
| 10.           | Kaden Groves       | Australien    | Alpecin-Deceuninck         | 63 P.         |

| Bergwertung | Bergwertung       | Bergwertung            | Bergwertung                   | Bergwertung |
| Fahrer      | Fahrer            | Land                   | Team                          | Punkte      |
| ----------- | ----------------- | ---------------------- | ----------------------------- | ----------- |
| 1.          | Lorenzo Fortunato | Italien                | XDS Astana Team               | 355 P.      |
| 2.          | Christian Scaroni | Italien                | XDS Astana Team               | 125 P.      |
| 3.          | Juan Ayuso        | Spanien                | UAE Team Emirates XRG         | 54 P.       |
| 4.          | Manuele Tarozzi   | Italien                | VF Group-Bardiani CSF-Faizanè | 50 P.       |
| 5.          | Afonso Eulálio    | Portugal               | Bahrain Victorious            | 40 P.       |
| 6.          | Pello Bilbao      | Spanien                | Bahrain Victorious            | 38 P.       |
| 7.          | Paul Double       | Vereinigtes Königreich | Team Jayco AlUla              | 36 P.       |
| 8.          | Romain Bardet     | Frankreich             | Team Picnic-PostNL            | 35 P.       |
| 9.          | Isaac Del Toro    | Mexiko                 | UAE Team Emirates XRG         | 35 P.       |
| 10.         | Diego Ulissi      | Italien                | XDS Astana Team               | 34 P.       |

| Nachwuchswertung | Nachwuchswertung        | Nachwuchswertung       | Nachwuchswertung        | Nachwuchswertung  |
| Fahrer           | Fahrer                  | Land                   | Team                    | Zeit              |
| ---------------- | ----------------------- | ---------------------- | ----------------------- | ----------------- |
| 1.               | Isaac Del Toro          | Mexiko                 | UAE Team Emirates XRG   | 65 h 30 min 34 s  |
| 2.               | Giulio Pellizzari       | Italien                | Red Bull-Bora-Hansgrohe | + 5 min 02 s      |
| 3.               | Max Poole               | Vereinigtes Königreich | Team Picnic-PostNL      | + 8 min 00 s      |
| 4.               | Davide Piganzoli        | Italien                | Team Polti VisitMalta   | + 11 min 31 s     |
| 5.               | Antonio Tiberi          | Italien                | Bahrain Victorious      | + 14 min 48 s     |
| 6.               | Embret Svestad-Bårdseng | Norwegen               | Arkéa-B&B Hotels        | + 32 min 38 s     |
| 7.               | Juan Ayuso              | Spanien                | UAE Team Emirates XRG   | + 49 min 19 s     |
| 8.               | Marco Frigo             | Italien                | Israel-Premier Tech     | + 52 min 39 s     |
| 9.               | Edoardo Zambanini       | Italien                | Bahrain Victorious      | + 1 h 02 min 42 s |
| 10.              | Igor Arrieta            | Spanien                | UAE Team Emirates XRG   | + 1 h 25 min 41 s |

| Mannschaftswertung | Mannschaftswertung         | Mannschaftswertung           | Mannschaftswertung |
| Team               | Team                       | Land                         | Zeit               |
| ------------------ | -------------------------- | ---------------------------- | ------------------ |
| 1.                 | UAE Team Emirates XRG      | Vereinigte Arabische Emirate | 196 h 37 min 42 s  |
| 2.                 | Bahrain-Victorious         | Bahrain                      | + 38 min 33 s      |
| 3.                 | XDS Astana Team            | Kasachstan                   | + 56 min 33 s      |
| 4.                 | Movistar Team              | Spanien                      | + 1 h 01 min 04 s  |
| 5.                 | Team Visma \| Lease a Bike | Niederlande                  | + 1 h 04 min 59 s  |
| 6.                 | Red Bull-BORA-hansgrohe    | Deutschland                  | + 1 h 41 min 34 s  |
| 7.                 | Tudor Pro Cycling Team     | Schweiz                      | + 1 h 42 min 20 s  |
| 8.                 | EF Education-EasyPost      | Vereinigte Staaten           | + 1 h 43 min 28 s  |
| 9.                 | Ineos Grenadiers           | Vereinigtes Königreich       | + 1 h 49 min 05 s  |
| 10.                | Team Picnic-PostNL         | Niederlande                  | + 1 h 55 min 11 s  |

## Ausgeschiedene Fahrer
- Lucas Plapp (Team Jayco AlUla): wegen Unwohlsein während der Etappe aufgegeben.[2]
- Jay Vine (UAE Team Emirates-XRG): während der Etappe aufgegeben.[2]